# Сванетія
Сване́тія, також Сване́ті чи Шван (груз. სვანეთი, сване́ті; сван. შუ̂ან, шван) — історична гірська область на північному заході Грузії, на кордоні з Росією. Населена сванами.

## Географія

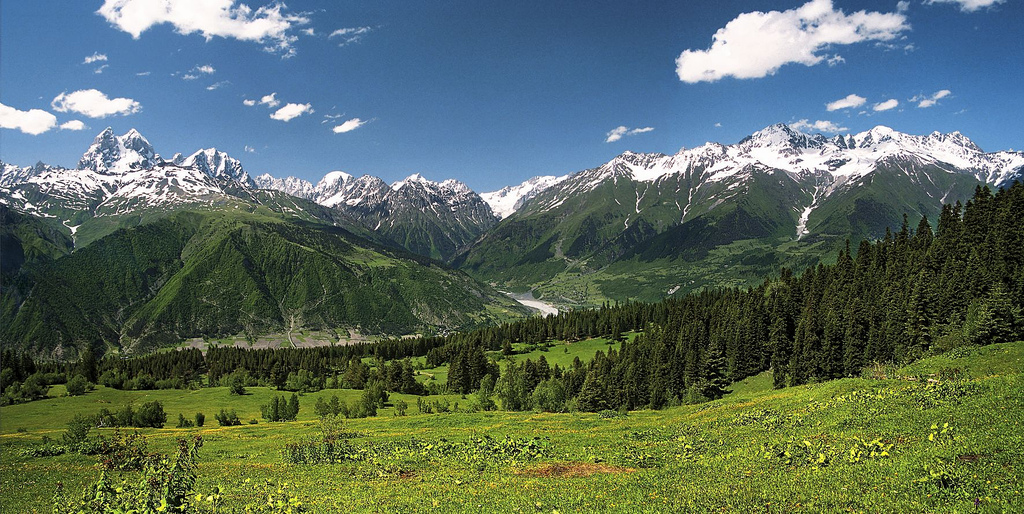

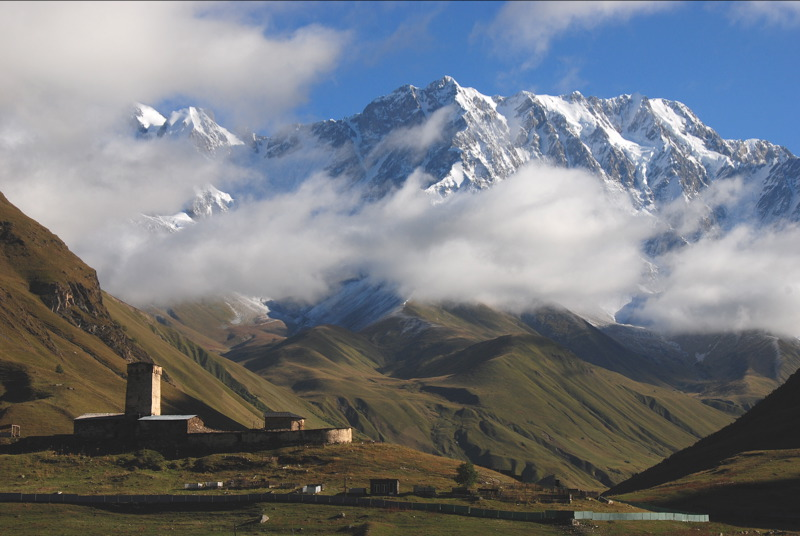
Гора Шхара

Сванеті розташована на південних схилах Великого Кавказу і є найвищою заселеною територією на Кавказі. 
На території області знаходяться чотири з 10 найвищих вершин Кавказу. Найвища гора у Грузії, гора Шхара заввишки 5201 м, розташована у Сванеті. Також у Сванеті знаходяться вершини: Тетнульді (4974 м), Пік Шота Руставелі (4960 м), Ушба (4710 м), Айлама (4525 м), Ляльвер (4350 м), Лацга (4019 м) та инші.
Територіально та історично Сванеті поділяється на Кодорську ущелину, Верхню (складається з Вільної (Східної) та Княжої (Західної)) та Нижню, які розділені Сванетським хребтом.

## Клімат
Клімат Сванеті вологий, який зазнає впливу повітряних мас, що надходять з Чорного моря протягом року. Середні температури та кількість опадів значно змінюються залежно від висоти. Річна кількість опадів коливається від 1000 до 3200 мм. 
Для Сванеті у взимку характерними є дуже сильні снігопади та сходження лавин. Висота снігового покриву в деяких районах може досягати 5 метрів. 
На найнижчих висотах у Сванеті характерним є довге тепле літо та відносно холодна і сніжна зима. Середні висоти (1200-1800 метрів над рівнем моря) мають відносно тепле літо та холодну зиму. Території вище 2000 метрів над рівнем моря знаходяться в зоні, де спостерігається коротке прохолодне літо (менше 3 місяців) та довга і холодна зима. 
Значні частини Сванеті розташовані на висоті понад 3000 метрів над рівнем моря, і у цій зоні немає справжнього літа. 
Завдяки тісній близькості Сванеті до Чорного моря, у регіоні не має надзвичайно низьких зимових температур, характерних для високих гір.

## Верхня Сванетія

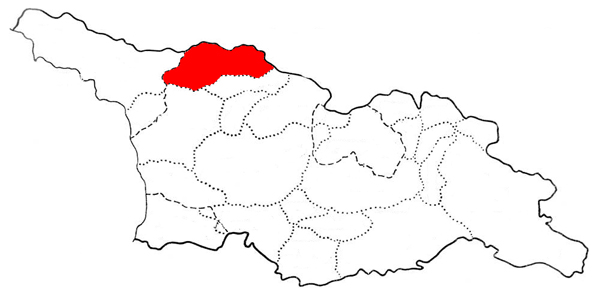
Верхня Сванеті (без Кодорської ущелини) на мапі сучасної Грузії

Верхня Сванетія (груз. ზემო სვანეთი — Земо-Сванеті) — високогірна долина у верхньому плині річки Інгурі, розташована між 42°48' і 43°15' півн. широти й між 42°00' і 43°00' сх. довготи й займає площу 3154 км².

Кодорська ущелина (Верхня Абхазія)

З півночі й сходу Верхню Сванетію облямовує Головний Кавказький хребет, по якому проходить кордон Грузії з Росією (Кабардино-Балкарія). З півдня височіє Сванетський хребет, який примикає безпосередньо до Головного Кавказького хребта й замикає Верхню Сванетію зі сходу.
Із заходу район відділений хребтом Хурум від Кодорської ущелини.
Верхня Сванетія відома своїми архітектурними скарбами й мальовничими пейзажами. Виділяються житлові вежі, споруджені головним чином в IX–XII сторіччях. Також збереглися прадавні кам'яні православні церкви.
Верхня Сванетія ввійшла до списку об'єктів Всесвітньої спадщини ЮНЕСКО.
В адміністративному плані Верхня Сванетія становить Местійський район регіону Мегрелія й Верхня Сванетія із центром у смт Местіа.

### Історія
У часи Грузинського царства Сванетія становило еріставство на чолі із родом Варданідзе з кінця XI до XIV століття. Одна з гілок цього роду — Дадіані — очолювало Одішське еріставство. Сванетське еріставство після поразок Грузії від монголів та чагатїв вже у XIV ст. стає напівнезалежним утворенням. З 1460 року тут фактично як незалежні правителі затвердилися еріставі з роду Геловані. 
Після розпаду Грузинського царства 1490 року Верхня Сванетія номінально підкорялася імеретинському цареві. Серія османських вторгнень та воєн між християнськими првителями у західній Грузії призвела до порушення комунікацій, і гірські регіони ставали дедалі більш ізольованими. У Сванетії середньовічна феодальна система фактично розпалася, а колись квітуча регіональна грузинська православна культура занепала навіть до повернення до деяких поганських практик. Горці Сванетії закріпилися у своїх важкодоступних селах, укріплених ланцюгами оборонних веж, і лише пасивно брали участь у безладдях, що охоплювали Грузію, що призвело до відносної відсутності письмових записів про Сванетію того періоду. Їхні стосунки з сусідами по інший бік Кавказького хребта, головним чином з Кабардою та балкарцями, часто були ворожими, хоча торгівля через гірські перевали та змішані шлюби між знатними родинами також були поширеними явищами.
У Нижній Сванетії (Квемо-Сванетія) у верхній долині Цхенісцкалі панували клани Геловані та Гардабхадзе, які невдовзі вступили у війну проти Мегрельського князівства, де володарювали Дадіані, гілка раду Марішіані-Варданадзе. До XVIII ст. клан геловані було знищено, в Квемо-Сванетію було приєднано до менгрелії, після чого її стали називати Дадіанська Сванетія.
У західній частині долини (Верхній Сванетії) наприкінці XVII ст. почалася боротьба за владу між родами Річгвіані і Дадешкеліані, гілкою роду Геловані. У 1720-х роках останні здобули перемогу, ставши князями частини Верхньої Сванетії. Вона стала зватися Княжою, або Дадешкеліанською Сванетією. 
В іншій, більшій за площею частині долини існували вільні суспільства, і вона стала називатися Вільною Сванетією. Остання складається із сільських громад Местія, Латалі, Ленджері, Мулахі, Ілларі, Кала, Халде, Ушгулі, які ніколи не підкорялися князям та царям, окрім цариці Тамар; пам’ять про неї місцеві мешканці зберегли в багатьох народних піснях і переказах. Сюди наприкінці 1790-х років втекли чорноморські козаки (переселенці з Запорозької Січі) після придушення Перського бунту. Поступово асимілювалися серед сванів, але нащадки козаків сберегли традиції вистригати чуба на голові. Також деякі елементи українського вбрання (жупан, кунтуш тощо) увійшли в ужиток сванів, на чому наголошують Кукаксин Дадешкеліані (син останнього сванетського князя Костянтина Дадешкеліані), Г. Лебединець та К. Устиянович. Ще наприкінці XIX ст. про свої українське походження пам'ятали роди Курдіані, Хергіані, Нігуріані. 1805 року таваді Бері Геловані намагався використати зацікавленність російського уряду в розвідці корисних копалень задля захоплення вільної сванетії, де начебто було виявлено значні обсяги свинцевих руд. Але складні географічні умови змусили рсоіян відмовитися від своїх планів.
Обидві частини долини номінально увійшли до складу Російської імперії (князівство в 1833 році, а «вільна» частина в 1840), але до кінця 1840-х років у районі не була присутня ні російська адміністрація, ні російська православна церква.
До 1859 року князівство було скасовано, і район склав окреме приставство Сванетія в складі Кутаїського генерал-губернаторства.

## Нижня Сванетія

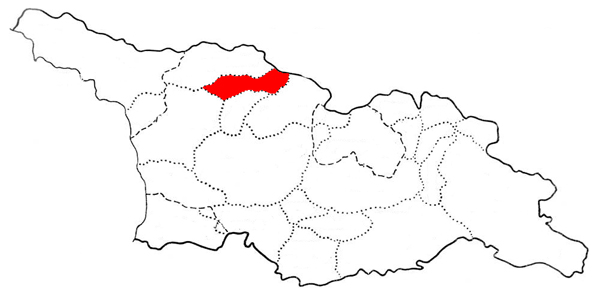
Нижня Сванеті на мапі сучасної Грузії

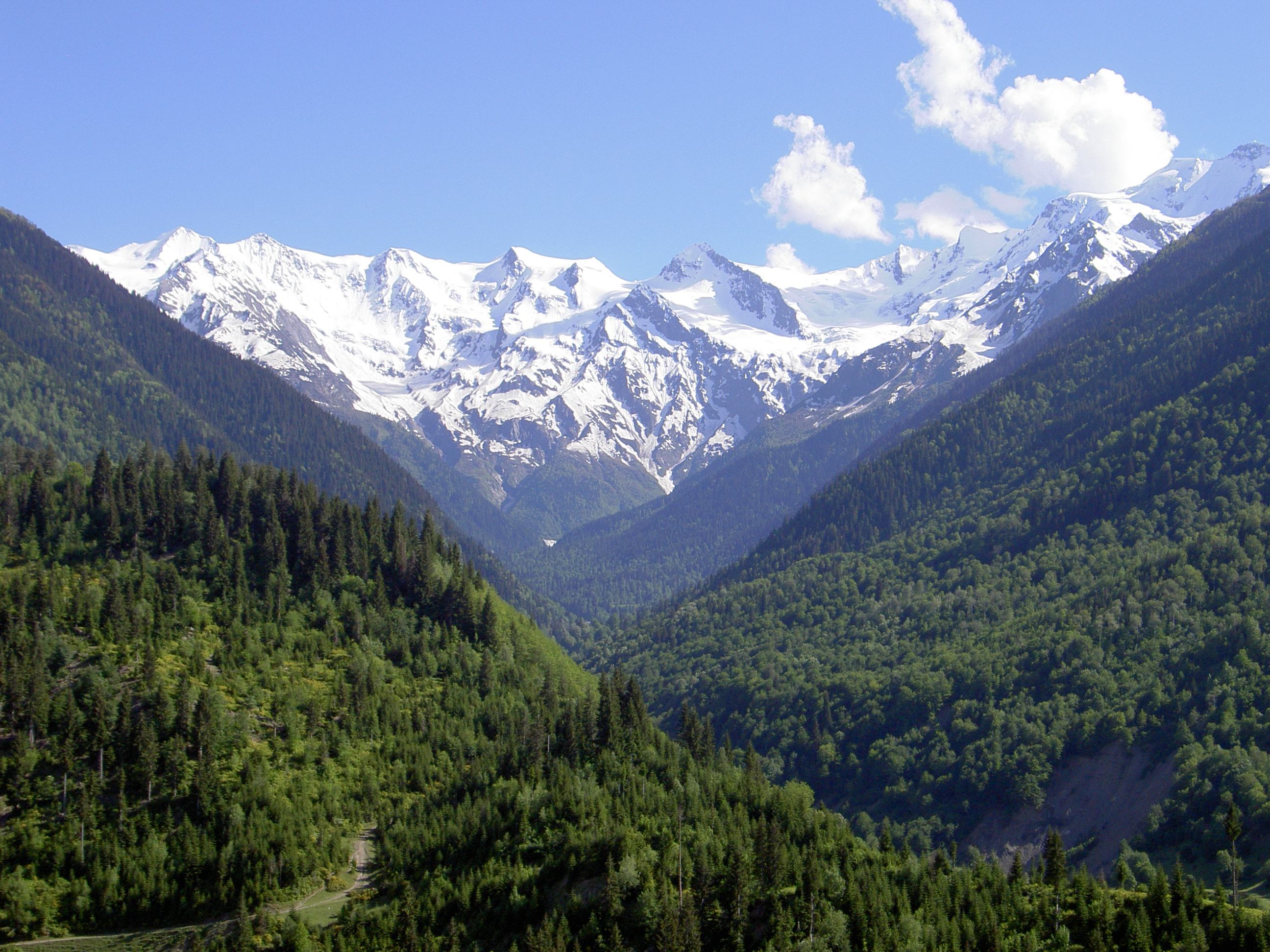
Літо у Сванеті

Нижня Сванетія (груз. ქვემო სვანეთი — Квемо-Сванеті) — долина у верхньому плині річки Цхенісцкалі і її притоки Хеледула.
З півночі Нижню Сванетію від Верхньої відокремлює Сванетський хребет. З південного заходу Егриський хребет відокремлює район від Мегрелії, а Лечхумський хребет відокремлює його від Лечхумі на півдні й Рачі на сході.
В адміністративному плані Нижня Сванетія становить Лентехський район регіону Рача-Лечхумі й Нижня Сванетія із центром у селищі Лентехі.

### Історія
Після розпаду Грузинського царства в середині XVI століття Нижня Сванетія стала частиною Мегрельського князівства. З 1833 року князівство ввійшло до складу Російської імперії, а 1867 року воно було скасоване, і його територія ввійшла до складу Кутаїської губернії. З 1887 року територія Нижньої Сванетії ввійшла у Лечхумський повіт губернії.

## Населення
Корінним населення Сванеті є свани, етнічна підгрупа грузин. Свани сповідують православ'я і були охрещені у 4-6 століттях. Святий Георгій, покровитель Грузії, є найшанованішим святим у сванів. 
Раніше, протягом століть, свани рідко спускалися з гір, а коли й спускалися, то лише влітку. Взимку Сванеті залишаєлася повністю ізольованою від зовнішнього світу. В результаті такої ізоляції збереглася унікальна культура сванів, яка дуже мало змінена до наших днів. Свани є найконсервативнішою етнічною підгрупою Грузії, яка майже повністю зберегла свої традиції протягом століть. Так серед збережених традицій є кровна помста (ліцврі). Сім'ї у сванів зазвичай невеликі, чоловік є головою сім'ї. Після шлюбу молода сім'я завжди переходить жити у будинок батьків чоловіка.
Як правило двомовні, вони використовують як грузинську, так і свою власну, неписемну сванську мову, яка разом із грузинською, мігрельською та лазькою мовами становить південнокавказьку або картвельську мовну сім’ю.

## Пам'ятки
- Сванські кам'яні вежі — ввійшли до списку всесвітньої культурної та природної спадщини ЮНЕСКО. У Сванеті їх близько 300, найбільші з яких знаходяться в муніципалітеті Ушгулі.
- Местія — адміністративний центр, де знаходяться Історико-етнографічний музей Сванеті, Сванський вежа-музей, Сванський будинок-музей, Музейний комплекс родини Марґіані.
- Ушгулі — другий за висотою населений пункт Європи після дагестанського Куруша. Село розташоване біля підніжжя найвищої грузинської вершини Шхара. Тут знаходяться краєзнавчий музей, монастир Ламарія та вежа цариці Тамари. У селі збереглося близько 30 напівзруйнованих сванських веж.
- Латалі — у селі знаходиться 30 родових церков та стародавня церква Святого Георгія. Збереглися також старовинні сванські вежі.

## Світлини

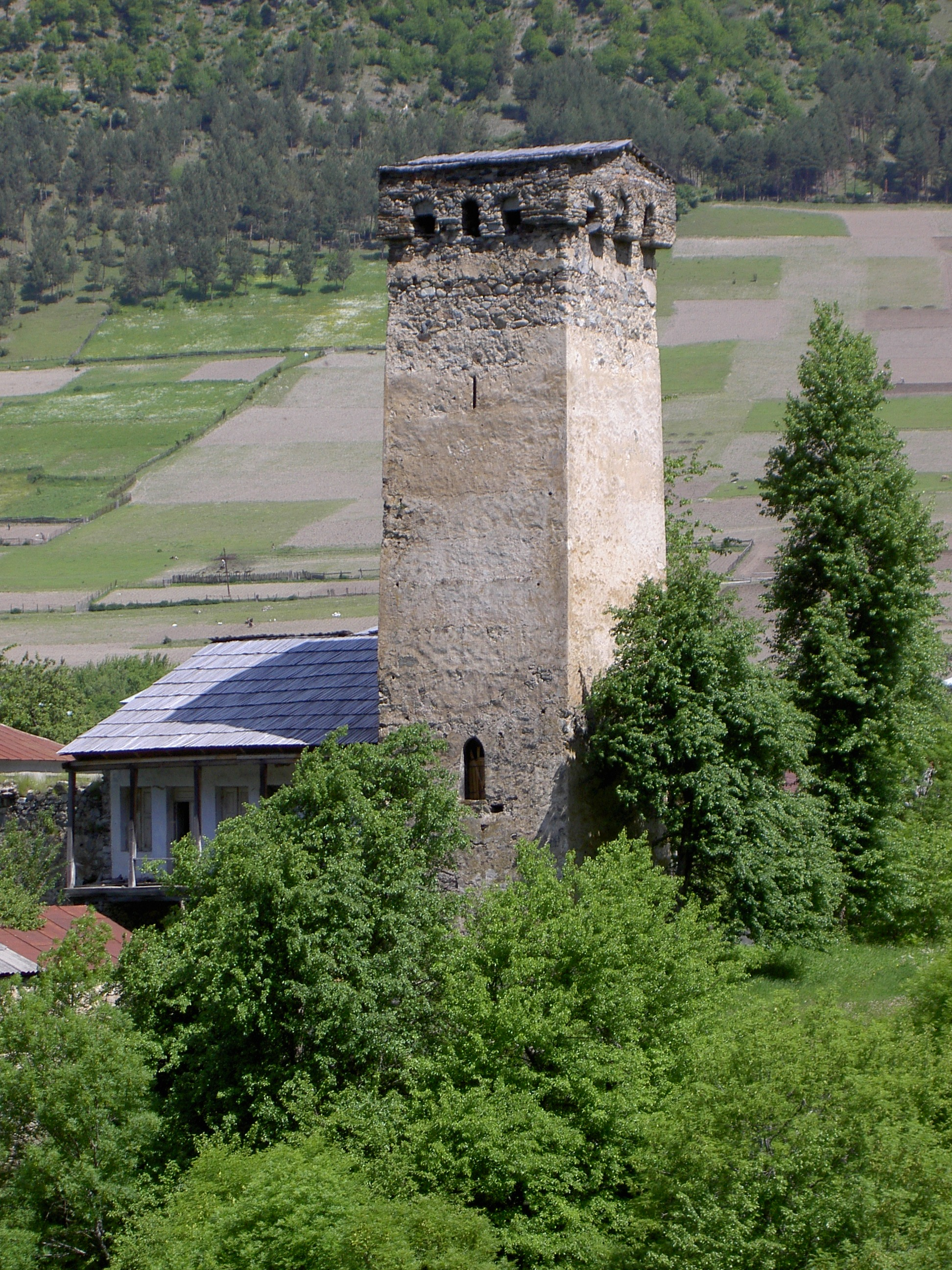
Типові
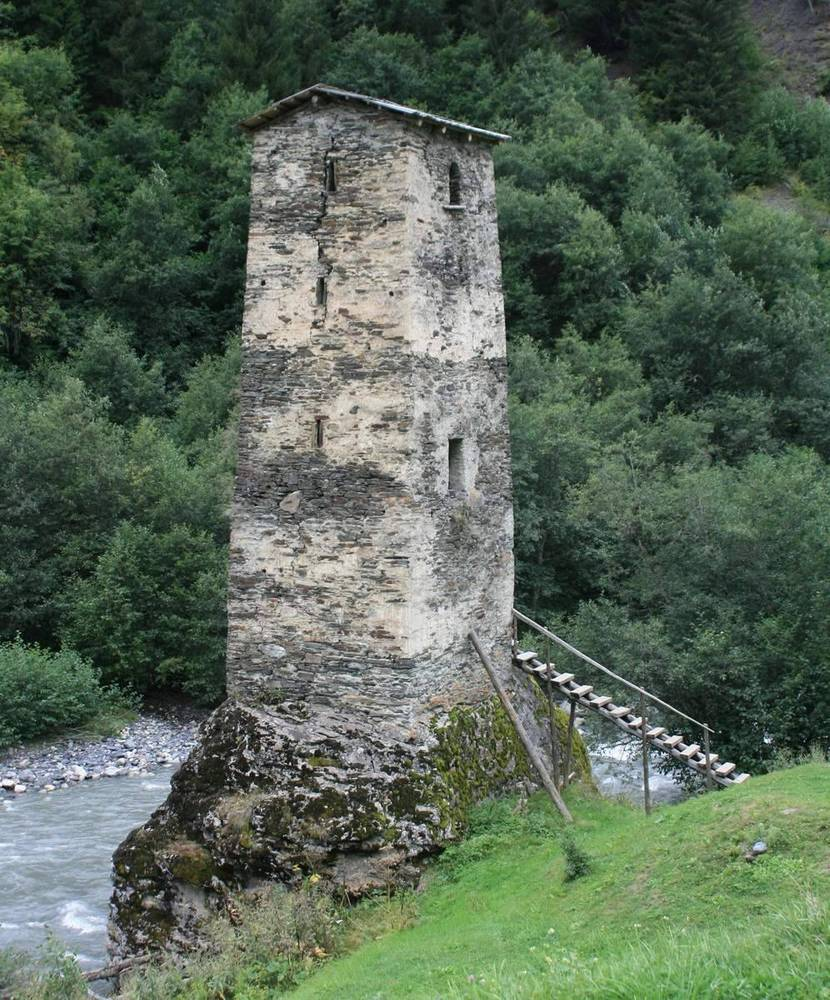
сванські вежі
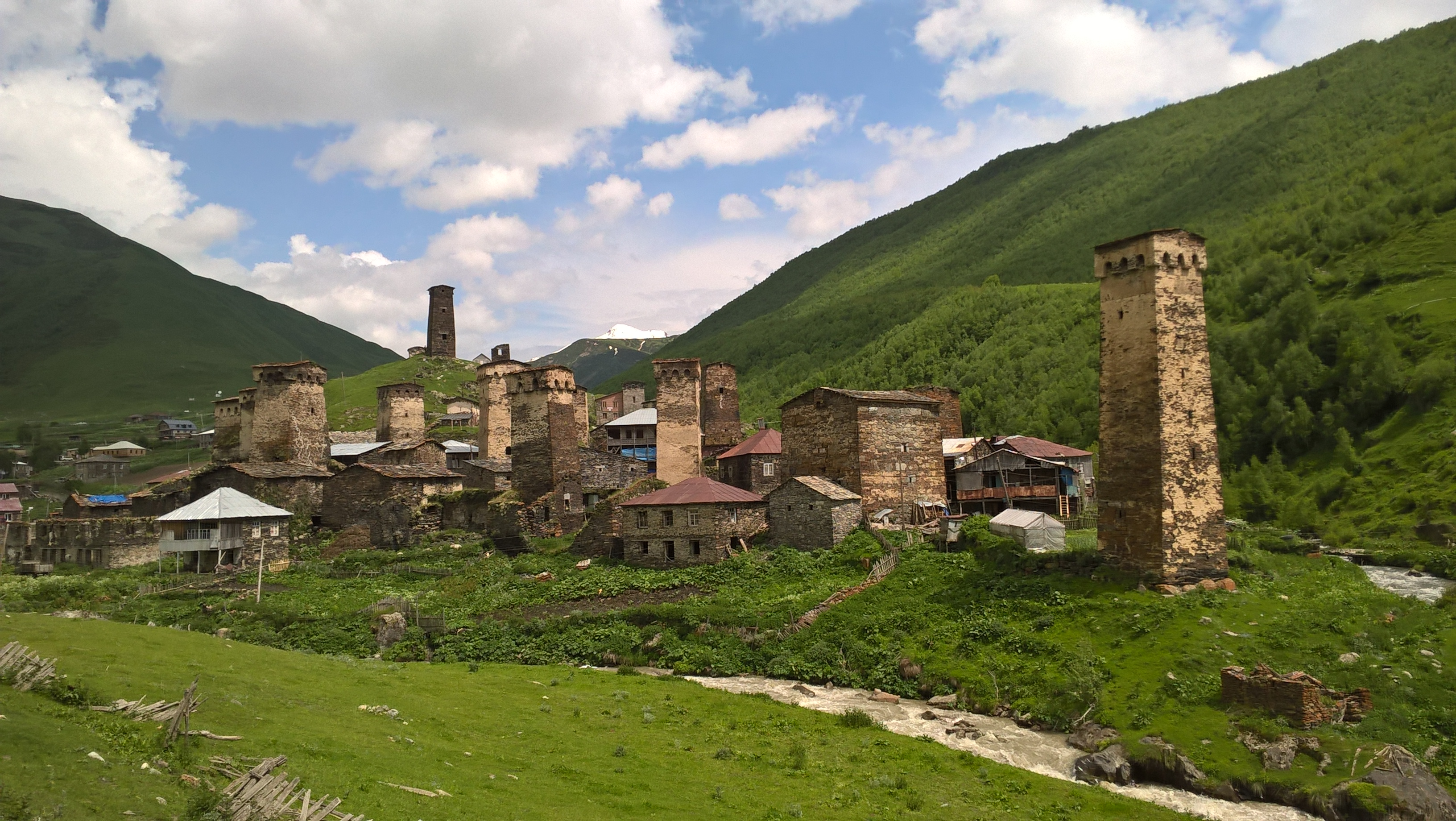
Село Чажаші у Верхній Сванеті
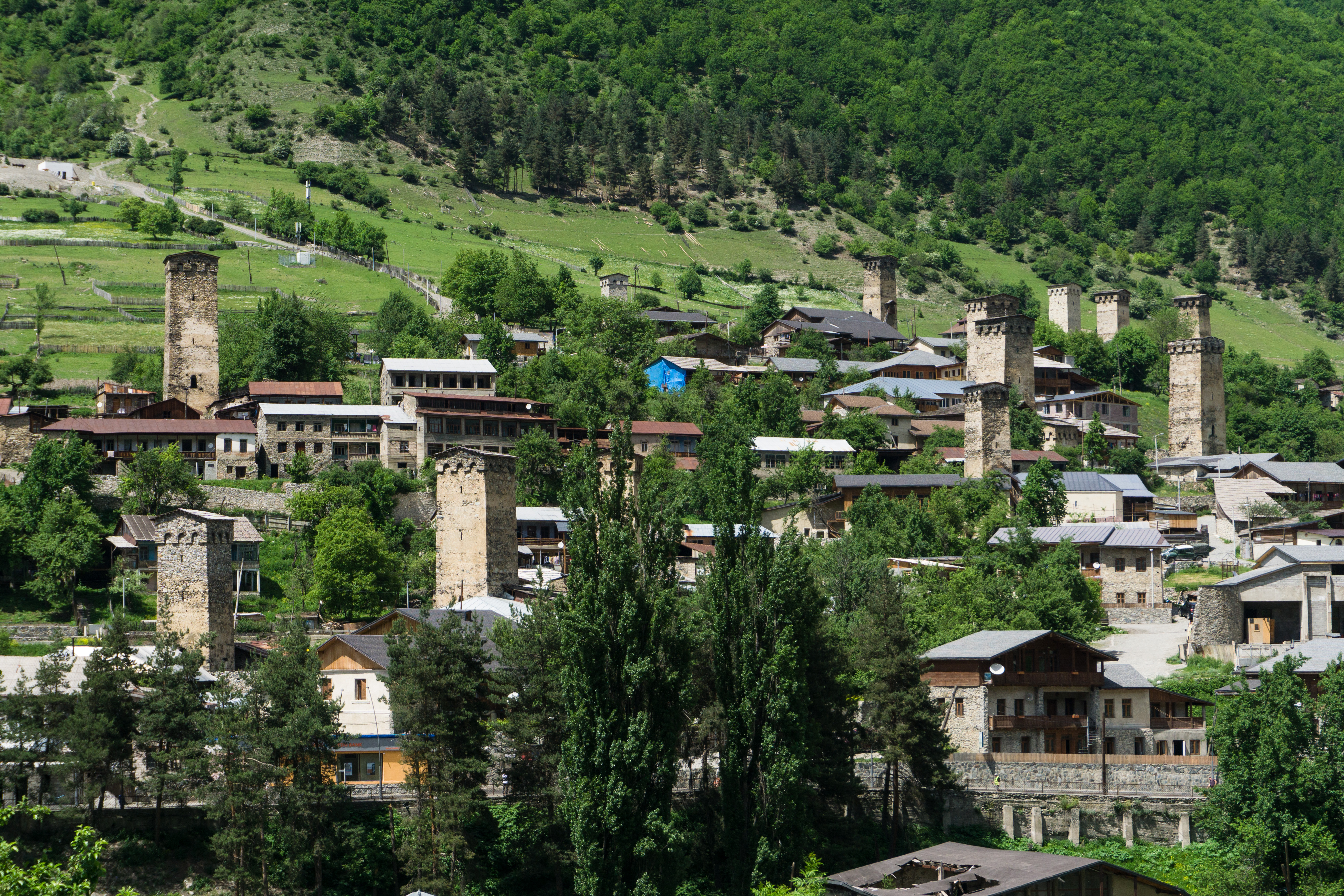
Село Местія
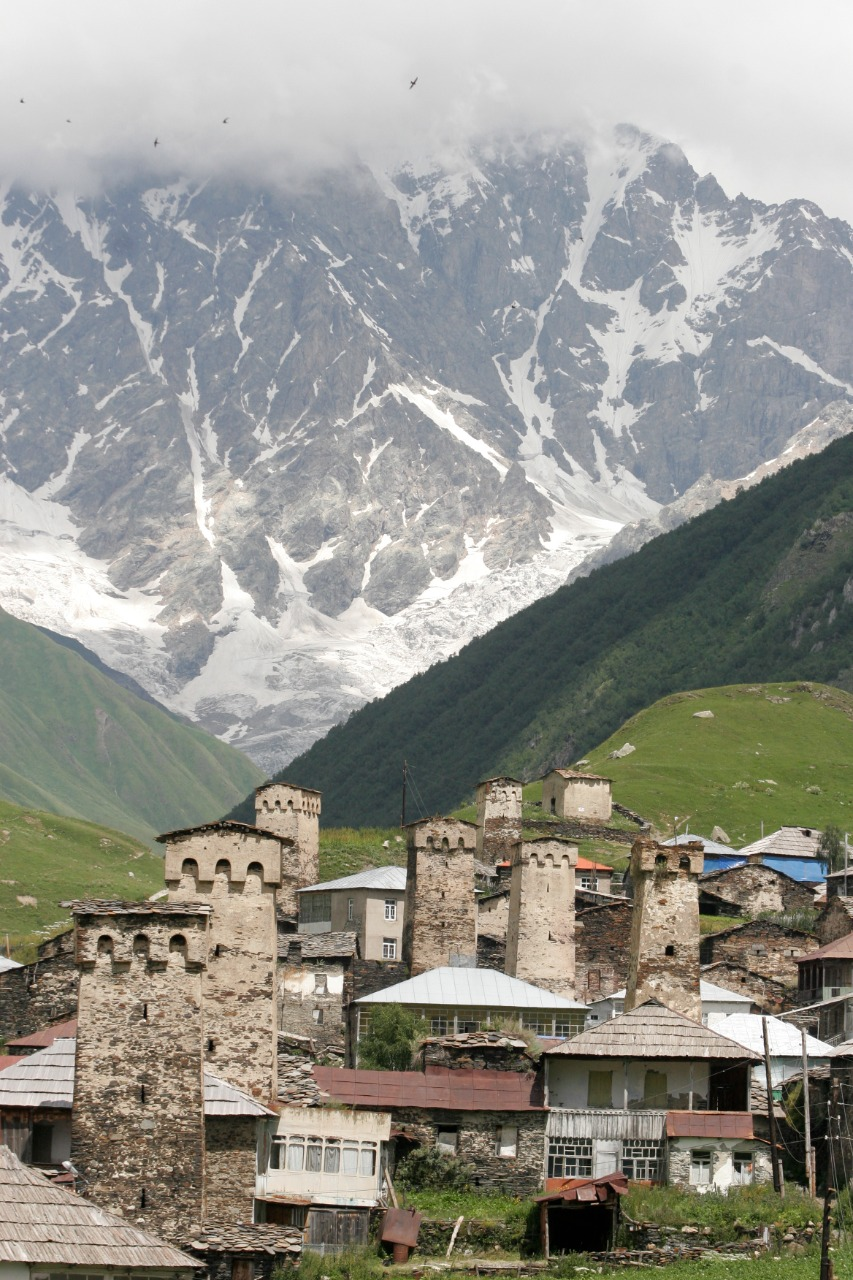
Село Жібіані
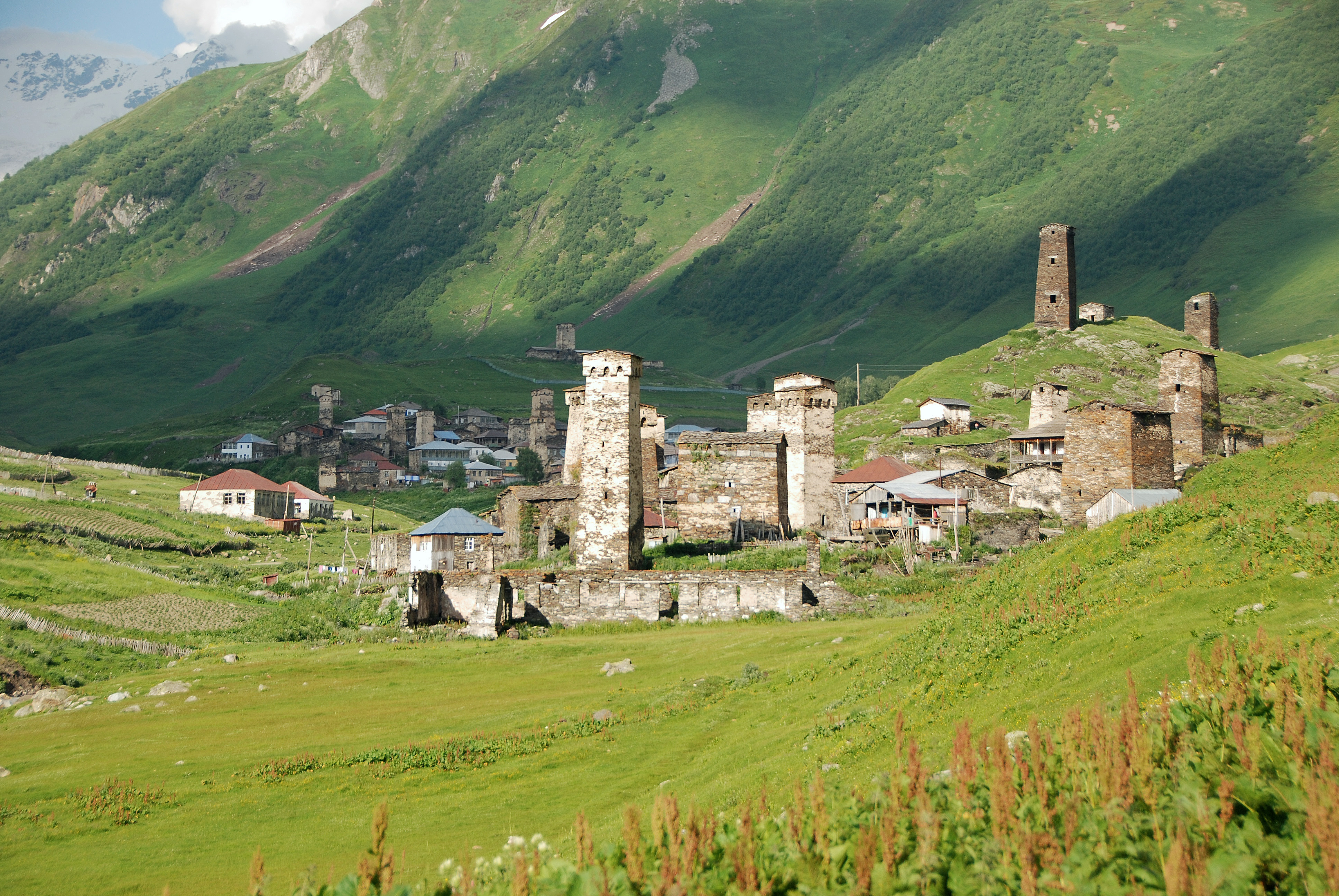
Село Ушгулі